# Romi (ime)
Romi je moško osebno ime.

## Izvor imena
Ime Romi je različica moškega osebnega imena Romeo.

## Pogostost imena
Po podatkih Statističnega urada Republike Slovenije je bilo na dan 31. decembra 2007 v Sloveniji število moških oseb z imenom Romi: 13.

## Osebni praznik
Osebe z imenom Romi lahko godujejo takrat kot osene z imenom Romeo.